# Ewa Drozdowska
Ewa Drozdowska (ur. 30 października 1922 w Krakowie, zm. 2 stycznia 2016 tamże) – polska aktorka teatralna i filmowa. Absolwentka Państwowej Szkoły Dramatycznej w Krakowie
Zadebiutowała 13 października 1946 r. Występowała w krakowskich teatrach: Teatrze Młodego Widza (latach 1952-1957), w Teatrze Rozmaitości (1958-1973), w Teatrze Bagatela (1973-1974) oraz w Teatrze Ludowym (1975-1978). Wystąpiła w polskim filmie sensacyjno-szpiegowskim Orzeł i reszka z 1974 roku (w reżyserii Ryszarda Filipskiego).

## Filmografia
- 1974: Orzeł i reszka − Maja